# Leonidas I van Sparta
Leonidas I (Oudgrieks: Λεωνίδας) uit het huis der Agiaden was van 490 of 489 tot 480 v.Chr. koning van Sparta. Hij volgde zijn halfbroer Cleomenes I op nadat deze ongeschikt tot regeren verklaard werd. In de Griekse geschiedenis behaalde hij een legendarische heldenstatus nadat hij met 300 Spartaanse keursoldaten in de slag bij Thermopylae vocht tegen het grote invasieleger van koning Xerxes I.

## Biografie
Leonidas I volgde zijn halfbroer Cleomenes I in 490 v.Chr. of 489 v.Chr. op nadat deze ongeschikt tot regeren verklaard werd. Leonidas I verdedigde in augustus 480 v.Chr. met een vooruitgeschoven contingent van 7.000 man waaronder 300 Spartaanse keursoldaten de pas van Thermopylae tegen het grote invasieleger van koning Xerxes I van Perzië (Tweede Perzische Oorlog), terwijl de Griekse vloot in de naburige wateren bij Artemisium de Perzische schepen opwachtte. Aangezien het Perzische leger veel groter was, zonden de Perzen een boodschapper naar hem. Deze boodschapper zei aan Leonidas dat hij zich moest overgeven en dat de Spartanen als teken van overgave hun wapens aan koning Xerxes moesten geven. Hierop zei Leonidas slechts twee woorden: "Μολων λαβε", wat vertaald kan worden als: 'Dat hij ze maar komt halen'. Hiermee wilde hij dus zeggen dat hij zich helemaal niet wilde overgeven. De Spartanen konden nog drie dagen standhouden. Ze wisten echter dat ze verraden waren door een Trachiniër, dit was Ephialtes. Hierdoor besloot Leonidas om zijn bondgenoten weg te sturen zodat alleen de 300 Spartanen en de 700 Thespiërs overbleven. Hij deed dit omdat hij wilde dat de Spartanen zo eeuwige roem zouden verwerven. Volgens Herodotos was dit echter ook omdat het orakel dit had gezegd: 

Jullie, bewoners van Sparta, waar reien zo ruim kunnen dansen,

weet dat je grote en roemrijke stad door de telgen van Perseus [de Perzen]

grondig verwoest wordt. Of stel dat dit niet gaat gebeuren,

dan zal Lakonië Herakles' nazaat, haar koning, betreuren.

Nooit zal de kracht van de stieren of machtige leeuwen [Leonidas] hem [Xerxes] stuiten,

vechtend op leven en dood met de kracht die Zeus hem verleend heeft.

Rust vindt hij pas als de stad of de koning aan stukken gescheurd is.

Zo wilde hij dus zijn stad redden door zelf te sneuvelen.
Ondanks hun felle verzet werden zij echter omsingeld bij hun laatste stelling op een lage heuvel en verpletterd. Volgens Herodotus sneuvelde Leonidas tamelijk in het begin van dit gevecht, maar de Spartanen konden zijn lijk tot viermaal toe terughalen. Alle Grieken stierven (op twee na: Aristodemos en Pantites). Toen Xerxes na het gevecht het slagveld overkeek, bemerkte hij tussen de vele lijken dat van Leonidas. Omdat hij deze man zo haatte, liet hij hem zijn hoofd afhakken en dat op een paal steken. Dit was erg ongebruikelijk voor de Perzen, want zij toonden normaliter juist meer dan elk ander volk respect voor een dappere, verslagen tegenstander.
Met het overlijden van Leonidas I, werd de troon theoretisch overgenomen door diens zoon Pleistarchus. Omdat de zoon van Leonidas I en Gorgo minderjarig was en daarmee te jong om te regeren, werd de macht eerst tijdelijk overgedragen aan Cleombrotus, de broer van Leonidas. Die stierf echter al na enkele maanden, waardoor de macht de facto in handen kwam van Pausanias, de neef van Leonidas.
Bij Thermopylae werd hun verdediging op een antiek monument, bestaande uit een ruwe steen, verheerlijkt met de woorden van de dichter Simonides:

| Ω ΞΕΙΝ' ΑΓΓΕΛΛΕΙΝ ΛΑΚΕΔΑΙΜΟΝΙΟΙΣ ΟΤΙ ΤΗΔΕ ΚΕΙΜΕΘΑ ΤΟΙΣ ΚΕΙΝΩΝ ΡΗΜΑΣΙ ΠΕΙΘΟΜΕΝΟΙ O vreemdeling, meld de Spartanen dat wij hier liggen, omdat wij gehoorzaamden aan hun bevelen. |

## Op film en televisie
De strijd van Leonidas tegen de Perzen werd in 1962 verfilmd in "The 300 Spartans" en in 2006 in "300", waarin hij vertolkt werd door Gerard Butler.
Deze laatste film is gebaseerd op de epische strip of grafische roman van Frank Miller. In de parodiefilm "Meet the Spartans" wordt ook op een satirische manier verwezen naar Leonidas en de slag bij Thermopylae.

## Voetnoten
1. ↑  T.J. Figueira, Excursions in Epichoric History: Aiginetan Essays, Lanham, 1993, blz. 129 - 131 (= QUCC 28 (1988), blz. 69-71)
2. ↑  Der Neue Pauly (eerste woorden van het artikel)
3. ↑  Herodotos, VII, 220
4. ↑  Herodotos, VII, 238